# 奈良県道40号大台ケ原公園川上線
奈良県道40号大台ケ原公園川上線（ならけんどう40ごう おおだいがはらこうえんかわかみせん）は、奈良県吉野郡上北山村から吉野郡川上村に至る主要地方道（奈良県道）である。別名、「大台ヶ原ドライブウェイ」ともよばれる。

## 概要
奈良県の県道のひとつで、起点は奈良県南東部の吉野川源流地である大台ヶ原（上北山村）、終点は川上村の国道169号（東熊野街道）と交差するところである。主要地方道に指定されている。主な通過地は、吉野郡上北山村大字小橡（ことち）、経ヶ峰、大字西原、伯母峰峠のトンネルを越えて、吉野郡川上村大字伯母谷（おばたに）に至る。紀伊山地の山深い森林地帯を走る大台ヶ原へと向かう山岳道路で、かつては有料道路であったが、1981年（昭和56年）4月1日より無料となった。冬期は閉鎖される。

### 路線データ
- 陸上距離：17.2 km
- 起点：吉野郡上北山村大字小橡（大台ヶ原ビジターセンター）
- 終点：吉野郡川上村大字伯母谷（国道169号交点）

## 歴史
- 1982年（昭和57年）
  - 4月1日 - 建設省（現・国土交通省）が主要地方道に指定。
  - 12月24日 - 奈良県が路線認定。
- 1993年（平成5年）5月11日 - 建設省から、主要県道大台ヶ原公園川上線が大台ヶ原公園川上線として主要地方道に再指定される[1]。

## 路線状況
大台口隧道から終点までは旧国道169号であるため道幅も狭く離合困難箇所や急カーブが連続する。大台ケ原ドライブウェイとして建設された箇所については、対向2車線（片側1車線）で、中央線のない道幅の狭い箇所もあるが、全面舗装されている。冬季は閉鎖され、11月下旬から4月下旬までの間は通行できなくなる。
近畿地方における最高地点を自動車で走れるため眺望はよいが、霧の発生や野生動物も多い。

## 地理
国道169号沿いにある県道大台ケ原公園川上線の入口までは、南阪奈道路の葛城インターチェンジから国道24号・国道169号を経由して約59キロメートルのところにある。
大台ヶ原は紀伊半島の奈良県と三重県の県境にあり、本州の中でも特に降水量が多い地域で、三津河落山や経ヶ峰などの標高1400 - 1600メートル級の山々と、それらに囲まれた東西約5キロメートルの台地で形成されている。頂上の大台ヶ原から奈良県側の国道169号へ向かって、西側尾根伝いの山深い森の中を道路が東西に延びており、大峰山脈の主峰郡や上北山村方面の深い谷間など雄大な風景が見ることができる。また秋には、紅葉した山々を見ることができる。
道路末端になる起点・大台ヶ原は、売店やトイレなどが併設されたビジターセンターがある。

### 通過する自治体
- 吉野郡上北山村
- 吉野郡川上村

### 交差する道路
| 交差する道路 | 交差する場所 | 交差する場所 | 交差する場所 | 交差する場所 | 備考 |
| ------------ | ------------ | ------------ | ------------ | ------------ | ---- |
| 国道169号    | 奈良県       | 吉野郡       | 川上村       | （伯母谷）   |      |

※ 交差する場所の括弧書きは地名、それ以外は交差点名で表示

### 沿線にある施設など
- 大台ヶ原ビジターセンター
- 大台教会